# Shroob
De Shroobs zijn personages uit de Mario-serie. 
Het zijn paarse alien-paddenstoelen van de planeet Shroob. Ze beschikken over zeer geavanceerde technologie. Hun leiders zijn Princess Shroob en haar oudere zus.

## Spellen
Ze verschenen voor het eerst in het spel Mario & Luigi: Partners in Time. De Shroobs probeerden in het verleden The Mushroom Kingdom te veroveren. Ze vielen met hun vliegende schotels het kasteel van Baby Peach aan. Toen Princess Peach van het heden naar het verleden ging, werd ze ontvoerd door de Shroobs.
In Mario & Luigi: Bowser's Inside Story hebben de Shroobs een kleinere rol dan in Mario & Luigi: Partners in Time. Ze zijn te vinden op twee plekken in het kasteel van Bowser: De eerste Shroob zit in het Fawful theater. De rest zit vast gevroren in een koelkamer. Men moet een code gebruiken om bij ze komen.

## Verschillende soorten Shroobs
Shrooblet zijn paarse Goomba-achtige wezens met groene vlekken. Ze zijn de zwakste van de Shroobs.